# La Morvandelle
Pour les articles homonymes, voir Morvandelle et La Morvandelle (chanson).
La Morvandelle est une association culturelle créée en 1924.

## Objectif
L’association a pour but de créer et maintenir entre ses membres des liens d’amitié, de convivialité et d’entraide, de publier un journal de l’association et, enfin, de réunir le Morvan des villes et le Morvan des champs. Elle doit son nom à la chanson populaire La Morvandelle de Maurice Bouchor, écrite en 1903.
En 2020, l’association compte une centaine d’adhérents. Elle a pour président Stéphane Doreau.

## Publication
L’association publie le premier numéro de sa revue bimensuelle, sous le titre de La Gazette du Morvan, en octobre 1924. En 1929, la revue change de nom et devient Le Morvandiau de Paris. En 1937, elle devient mensuelle. Elle cesse de paraître après la publication du numéro 1034, en décembre 2013, l’association suspendant temporairement ses activités.

## Références

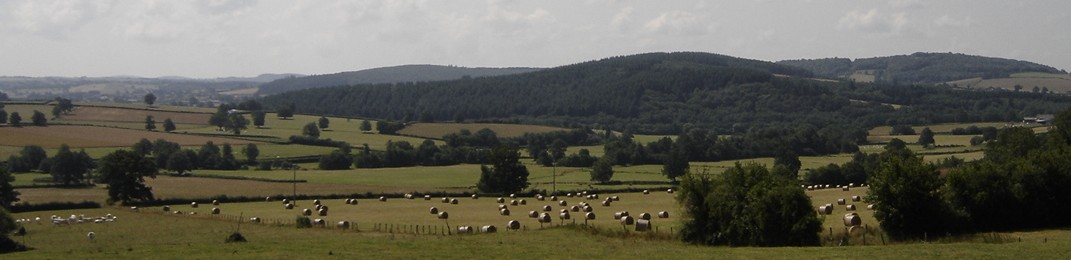
Panorama dans le sud-Morvan.